# Động đất Ōtaki 1984
Động đất Ōtaki 1984 (王滝地震) là trận động đất xảy ra vào lúc 8:48 (JST), ngày 14 tháng 9 năm 1984. Trận động đất có cường độ 6.8 richter, tâm chấn độ sâu khoảng 2 km. Hậu quả trận động đất đã làm 29 người chết, 10 người bị thương.